# 超级反派
超级反派（英語：Supervillain）或超级恶棍、超级坏蛋是反派角色的一个变种，常见于漫画书、动作片与各媒体的科幻作品中。
超級反派常作为超级英雄或其他英雄的陪衬者。当超级英雄们施展了不起的力量和能力时，超级反派们亦具有凌驾或势均力敌的力量与能力，以对英雄们展现出令人生畏的挑战。即使超级反派们没有实际的魔法或超能力，他们亦通常有着天才般的智力，能夠拟定复杂的计划或创造出难以置信的机器设备。许多超级反派常有独裁者、暴徒或恐怖分子等現實人物的典型特征。
超级英雄与超级反派在力量、能力和起源方面常常互相写照。在某些情况下，这两者的唯一不同点只是：英雄们使用这些非凡的能力去帮助别人，而反派则为了自私、破坏或残忍的目的而使用这些能力。
值得注意的是在一部分作品中，是以相當於超級反派的人物當正主角的，可是因為在文學的俗成主角本身是和英雄重疊的，所以也不符合一般人對超級反派的定義，而這種角色稱為反英雄，作品（假設是影片）應當歸屬於科幻或奇幻的黑幫電影或恐怖片。前者包括了小丑 (電影)、死亡筆記、越空行者、 魔童、纸牌屋等，後者包括了魔女嘉莉和妖精的旋律等。

## 起源和影響
依多数情况下的定义，史上第一名超级反派是“约翰恶魔”，方托马斯的原型，由保罗·费瓦在他的1862年齐名小说中被创作出来；或是费瓦创作的近乎不死、阴险狡诈的黑衣人头子波佐-科罗纳上校，于1863年首次面世。詹姆斯·莫里亚蒂教授，阿瑟·柯南·道尔的著名侦探小说歇洛克·福尔摩斯中的魔王，于1891年首次面世。傅满洲博士是萨克斯·罗默的若干本受欢迎的小说中的大敌, 被公认为普及了现代超级反派的许多典型特征：包括了他的虐待性人格、他妄图主宰世界的思想与他险恶巢穴并利用特定的罪行及他的手下。罗默的作品对伊恩·弗莱明有很强的影响，他的《詹姆斯·邦德》及其改编电影对流行文化中的超级反派形象的普及化有着深远的影响。
第一个穿着怪诞行装的超级反派是“闪电”，出自1938年电影《威武的美海军陆战队队员》。第一个定期地与超级英雄大战的超级反派是极端人，首次出现于《动作漫画 #13》（1939年）。
小丑、薩諾斯、绿魔、雷克斯·路瑟、帕尔帕庭、黑武士和万磁王是几个在流行文化与漫画史中知名超级反派的例子。